# Aulacoptera philippinensis
Aulacoptera philippinensis là một loài bướm đêm trong họ Crambidae.